# Selejtező (Így jártam anyátokkal)
A Selejtező az Így jártam anyátokkal című televízió-sorozat harmadik évadának tizennegyedik epizódja. Eredetileg 2008. március 31-én vetítették, míg Magyarországon 2008. december 22-én.
Ebben az epizódban valaki szabotálja Barney csajozásait, ezért megpróbálnak utánajárni, ki lehetett a tettes.

## Cselekmény
Marshall és Ted az egyetemi kosárlabda-rájátszás adatait irkálják fel egy táblára, amit Lily óvodájából loptak. Ekkor toppan be a többiekkel együtt Barney, aki elmondja nekik, hogy nagyon furcsa dolgot tapasztalt. Egy barkácsboltban próbált valakit felszedni, és jól is haladt, míg egy percre el nem kellett valamiért ugrania. És miután visszatért, különös módon pofonvágták és otthagyták. Ami még érdekesebb, hogy pontosan ugyanez történt egy kutyás boltban és a múzeumban is.
Másnap este Barney és Lily a bárban beszélgettek, és amíg Barney egy percre elment, egy titokzatos nő ment oda Lilyhez, aki szélhámosnak nevezi Barneyt, aki csak azért szédíti, hogy ágyba vihesse. Ezután elviharzik, így Lily nem tudja megmondani, ki volt ő, és utol sem érik. Barneynak ötlete sincs, mivel rengeteg nőnek lehetett erre indoka. Hirtelen megvilágosodik: a Marshall és Ted által ellopott táblára fogja írni, és deduktív következtetéssel aki utoljára marad, az a tettes. A többiek csak nagy nehezen akarnak neki segíteni, de hosszas órák munkája nyomán négy személyre szűkül a kör.
Az első nő Meg, akit Barney Marshall és Lily új lakásába vitt fel majd otthagyta. Bár jó oka lett volna rá, és Barney se mert odamenni hozzá, nem ő volt a tettes, sőt teljesen odáig van Barney-ért. A második nő Anna, akinek azt hazudta, hogy ő Ted Mosby, az építész. El is indított egy tedmosbyegytapló.com Archiválva 2020. szeptember 5-i dátummal a Wayback Machine-ben című weboldalt ennek hatására. Barney nagy nyilvánosság előtt elismeri, hogy Ted Mosby egy bunkó, majd távozik.
A harmadik lány Kate, akit kétszer is megfektetett, azt hazudva, hogy ikertestvére van. Ő azonnal megtámadja, Lily pedig nagy élvezettel fényképezi le. A negyedik Holly, akivel egy erdőben volt együtt, de amikor jött egy medve, otthagyta egyedül az erdőben. Lily szerint ez undorító dolog volt, és elkíséri bocsánatot kérni. Az ajtót nem Holly, hanem a vőlegénye, Mark nyitja ki, aki behívja őket kávézni, mert egyáltalán nem mérgesek. Amikor azonban Barney azt mondja, hogy az volt élete legrosszabb július negyedikéje, tudtán kívül kirobbantja a botrányt, mert Mark és Holly már június óta együtt voltak.
Lily ezek után lehordja Barneyt, amiért soha nem kért bocsánatot a nőktől. Barney szerint viszont az a nagyobb baj, hogy az elkövető még mindig nincs meg. Úgy döntenek, csapdát állítanak, Robin segítségével, akinek meg kell játszania, hogy felszedik. Le is leplezik az imposztort, aki azonban nincs is rajta a listán, és Barney fel sem ismeri. Lily is megvallja, hogy ez a lány nem az a lány.
Az epizód végén Jövőbeli Ted megemlíti, hogy a rejtélyes nő kilétét csak egyelőre nem sikerült tisztázniuk, Barney pedig visszatér a nők kamu szövegekkel való szédítéséhez.

## Kontinuitás
- Ted bevallja, hogy olvassa Barney blogját.
- Barney ismét a 83-as számot használja, amikor magát vaknak adva ki a látáskárosodásáról beszél.
- Annát a "Ted Mosby, az építész", Meget pedig a "Beboszetesza" című részekben szédítette Barney.
- A "Mi nem vagyunk idevalósiak" című részben beszélt már arról Barney, hogy egyszer szédített úgy egy lányt, hogy megkérte a kezét.
- Korábban Barney azt állította, hogy semmiféle listát nem vezet a nőkről, bár a "Kisfiúk" című részben mutatott egyet Tednek.
- Barney csak akkor mutatott valamiféle bűntudatot, amikor nem emlékezett egyáltalán a lányra, akivel együtt volt.

## Jövőbeli utalások
- Barney a "Kiárusítás" című részben fedezi fel titokzatos zaklatóját.
- A "Jó helyen, jó időben" című epizódban újabb listát láthatunk.
- Ted rámutat, hogy Robin mindig nevet, ha hazudik. A "Kacsa vagy nyúl", "Nők versus öltönyök" és "A tanú" című részekben is ez történik.
- Amikor Lily azt mondja, hogy Barney hazugságainak a következménye a karma miatt van, Barney azt mondja, hogy Karma most Vegasban táncol. "A piás vonat" című részben felbukkan Quinn, aki Karma néven sztriptíztáncos, bár nem bizonyított, hogy a két személy ugyanaz.
- Ted szerint Barney nem olyan jó hazudozásban, mint hiszi. Barney erre azt mondja, hogy már rég börtönben lenne, ha nem így lenne, de nem akar a munkáról beszélni. A "Szünet ki" című epizódból derül ki, hogy munkaköréhez hozzátartozik a cége stiklijei helyett elvállalni a felelősséget.
- Barney több alkalommal is próbált úgy nőket felszedni ("Állati történetek", "A Taktikai Könyv"), hogy magát asztronautának adta ki.

## Érdekességek
- A "Mosolyt!" című részből kiderül, hogy Barneyról sosem készül rossz fotó, míg ebben az epizódban Lily elég kellemetlen helyzetben fotózza le.
- Barney azt állítja, hogy sosem vezetne listát a nőkről, akikkel együtt volt, viszont a "Jó helyen, jó időben" című rész arról szól, hogy a 200. nővel készül lefeküdni.
- Annát ki lehetett volna zárni a listáról már az elején, mert a titokzatos nő tudta, hogy ki Barney Stinson, Anna viszont úgy ismeri, mint Ted Mosby.
- A zárójelenet a "Doogie Howser" című sorozat zárójelenetének a kifigurázása, mely sorozatban Neil Patrick Harris játszotta a főszerepet.

## Vendégszereplők
- April Bowlby – Meg
- Dawn Olivieri – Anna
- Chris Tallman – Mark
- Maite Schwartz – Holly
- Ken Barnett – Colton Dunn
- Brendan Patrick Connor – takarító
- Yvonne DeLaRosa – Charna
- Katy Savoy – Karen
- Kathy Uyen – Julia
- Hallie Lambert – Kate
- Tess Alexandra Parker – rejtélyes nő

## Zene
- David Barrett – One Shining Moment
- Doogie Howser főcímdal

## Fordítás
- Ez a szócikk részben vagy egészben  a   The Bracket című angol Wikipédia-szócikk ezen változatának fordításán alapul.  Az eredeti cikk szerkesztőit annak laptörténete sorolja fel. Ez a jelzés csupán a megfogalmazás eredetét és a szerzői jogokat jelzi, nem szolgál a cikkben szereplő információk forrásmegjelöléseként.| - m - v - sz « előző Így jártam anyátokkal 3. évad következő »                                                                                                                                                                                                                                                                         | - m - v - sz « előző Így jártam anyátokkal 3. évad következő » |
| --- | -------------------------------------------------------------- |
| - Az Így jártam anyátokkal epizódjainak listája |                                                                |
| - Most figyelj! - Mi nem vagyunk idevalósiak - Tricikli - Kisfiúk - Így találkoztam a többiekkel - Én nem az a pasi vagyok - Beboszetesza - Spoilerveszély - Pofonadás - A görcs - A platinaszabály - Nincs holnap - Tíz alkalom - Selejtező - Ordításlánc - Homokvárak a homokban - A kecske - A megfelelő tesó - Kiárusítás - Csodák |                                                                || - m - v - sz Így jártam anyátokkal | - m - v - sz Így jártam anyátokkal                                                                  | - m - v - sz Így jártam anyátokkal |
| ---------------------------------- | --------------------------------------------------------------------------------------------------- | ---------------------------------- |
| Epizódok                           | - 1. - 2. - 3. - 4. - 5. - 6. - 7. - 8. - 9. évad                                                   |                                    |
| Szereplők                          | - Ted Mosby - Marshall Eriksen - Robin Scherbatsky - Barney Stinson - Lily Aldrin - Tracy McConnell |                                    |
| Filmzene                           | - How I Met Your Music                                                                              |                                    |
| Kapcsolódó sorozat                 | - Így jártam apátokkal                                                                              |                                    |